# Energikälla

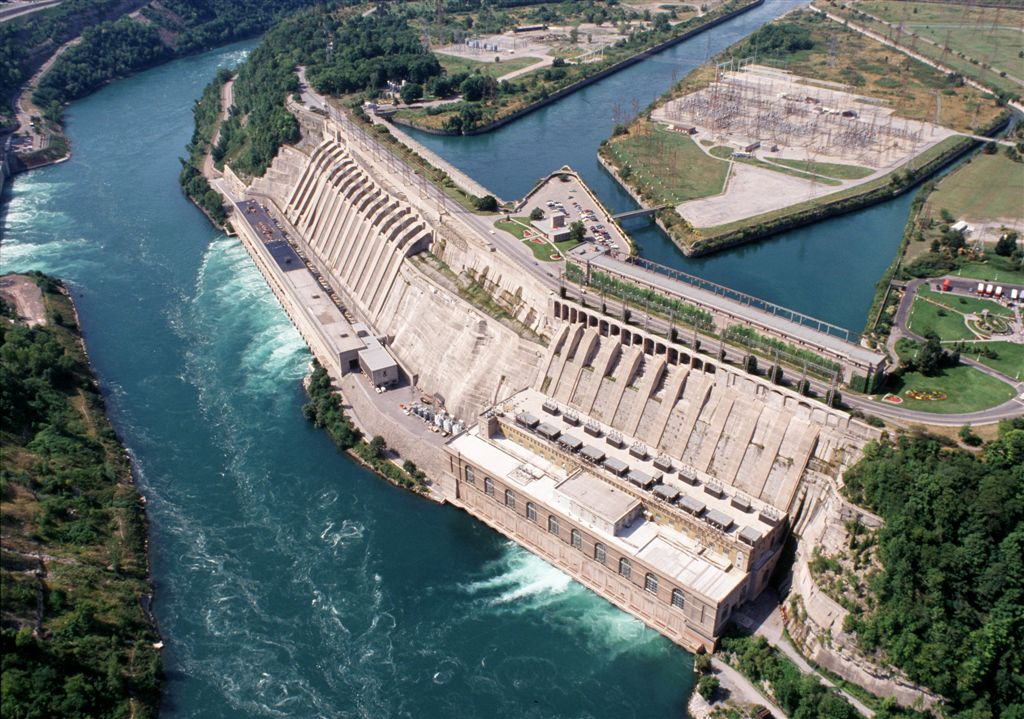
Sir Adam Becks vattenkraftverk är ett vattenkraftverk som ligger i Niagarafloden, Ontario, Kanada.

Energikälla är i vardagligt tal detsamma som ett bränsle, en energiråvara, en energibärare eller en metod för energiproduktion.
I en politisk eller miljöteknisk kontext innebär energikälla ett sätt att utvinna användbar energi ur naturen, så kallad primärenergi. Sådana energikällor är till exempel uran, petroleum (råolja), naturgas, kol, biomassa, vind, strömmande vatten (vattenkraft), sol. Primärenergi är ej att förväxla med energibärare som till exempel elektricitet eller vätgas som inte går att utvinna direkt ur naturen utan måste tillverkas varvid energi från någon energikälla måste tillföras.
Begreppet är strikt vetenskapligt sett något missvisande eftersom en "källa" är en plats där något skapas, och energi enligt energiprincipen inte kan skapas utan endast omvandlas.